# 鬬韋龜
鬬韋龜（？—？），芈姓，鬬氏，名韋龜，春秋時期楚國大夫。他出身春秋時期楚國公族的一支若敖族，是鬬棄疾之子，克黃之孫。

## 簡介
鬬韋龜所在的家族原本地位顯赫，曾世為令尹、司馬。他的高祖便是著名令尹鬬㝅於菟（子文），但後來由於時任令尹的鬬椒在楚莊王九年聚族叛亂，使得若敖族的勢力受到很大打擊。等到鬬韋龜之父鬬棄疾那一代，只是擔任位階較低的宮廄尹。鬬韋龜本人曾在楚靈王三年（公元前538年）受命和公子棄疾一道為被楚靈王強制遷遷到賴國故地的許國築城。

### 當璧之命
楚共王并没有嫡子，但对五名庶出的兒子都非常寵愛，一時拿不定主意該立誰為嗣。於是便向著楚國境內各大山川的神靈祈禱，請求在五人中選擇一個繼承人。然後又將玉璧展示出來，說道：“面對著玉璧而拜的人，就是神明所立，有誰敢違背呢？”，之後便和寵妾巴姬一道將玉璧埋在祭祀祖先的宗廟庭院中，等五子齋戒完畢後，將長幼順序依次來拜。康王是直接從玉璧上跨過去，公子圍則是手肘壓在上面，公子比和公子黑肱都沒有靠近。而年幼的公子棄疾是由人抱進來，接連拜了兩次都是直接壓在璧紐之上。鬬韋龜見此認為公子棄疾有當璧之命，便囑咐兒子鬬成然今後要事奉他，然後又感嘆道：“既背棄禮儀，又違背了神靈的命令，楚國大概有危機了。”
其後果然像他所預測的那般，公子圍在楚康王之子郟敖在位期間弒君篡位，是為楚靈王。鬬韋龜約在楚靈王十二年（公元前529年）之前去世，在他去世後楚靈王便奪去了他的田邑中犨，然後又奪其子鬬成然的田邑，並派他去做管理郊區的郊尹。此舉令鬬成然大為不滿，便聯合同樣和靈王有矛盾的薳氏之族及薳居、許圍、蔡洧等人在陳蔡遺民的支持下，幫助時任陳公、蔡公的公子棄疾乘靈王伐徐的機會推翻了他的統治。公子棄疾即位之後，鬬成然因功獲任令尹一職。

## 後代
- 子：鬬成然
- 孫：鬬辛、鬬懷、鬬巢

## 脚注
1. ↑  《左傳·昭公四年》：楚子欲遷許于賴，使鬬韋龜與公子棄疾城之而還。
2. ↑  《左傳·昭公十三年》：初，共王無冢適，有寵子五人，無適立焉。乃大有事于群望，而祈曰：“請神擇于五人者，使主社稷。”乃遍以璧見于群望，曰：“當璧而拜者，神所立也，誰敢違之？”既，乃與巴姬密埋璧于大室之庭，使五人齊，而長入拜。康王跨之，靈王肘加焉，子干、子晳皆遠之。平王弱，抱而入，再拜，皆厭紐。鬬韋龜屬成然焉，且曰：“棄禮違命，楚其危哉！”
3. ↑  《左傳·昭公十三年》：夏，四月，楚公子比自晋归于楚，弑其君虔于干溪。
4. ↑  《春秋左傳正義》：○正义曰：言族者，以掩既被杀，唯有族存，故言族也。韦龟、成然皆被夺邑，所以不数韦龟，而独数成然者，以是时韦龟已死，故不言之。上言夺邑者，积王之恶，见成然怨恨之深，犹父子被夺故也。
5. ↑  《左傳·昭公十三年》：王奪斗韋龜中犨，又奪成然邑而使為郊尹。蔓成然故事蔡公
6. ↑  《春秋左傳正義》：上言夺邑者，积王之恶，见成然怨恨之深，犹父子被夺故也。
7. ↑  《左傳·昭公十三年》：使子旗为令尹